# Most Saint-Savin (Vienne)
Most Saint-Savin (nazývaný také most Saint-Savin-sur-Gartempe nebo most Poitou) je gotický, kamenný, obloukový most přes řeku Gartempe v obci Saint-Savin v departmentu Vienne, v regionu Poitou-Charentes v západní Francii. Jedná se o dosud používaný silniční most pocházející z 12. – 13. století. Je zapsán v databázi francouzského ministerstva kultury (Base Mérimée) jako architektonická historická památka.

## Popis stavby

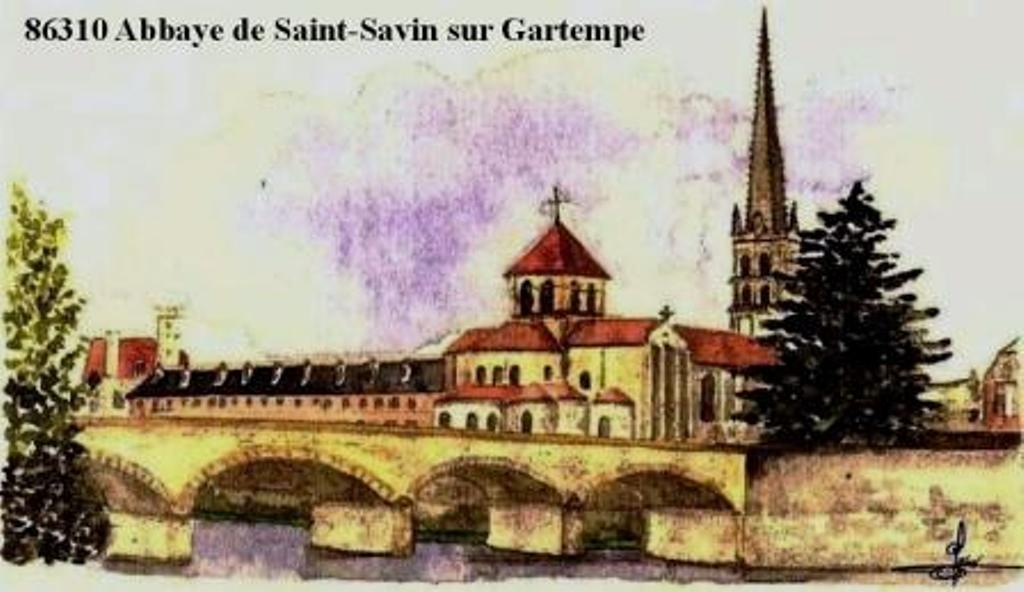
Most s klášterem na dobové kresbě

Most má 5 pilířů šířky 4,5 m, 4,60 m, 4,88 m, 4,80 m a 11,64 m. Oblouky mostních polí mají rozpětí 8,58 m, 8,59 m, 10,36 m (hlavní pole), 8,90 m, 8,84 m a 5,75 m (viadukt na straně nábřeží s klášterem). Most je široký 4,85 m, šířka vozovky je 3 m. Přes řeku Gartempe spojuje obce Saint-Savin a Saint-Germain ve francouzském departmentu Vienne.
V jeho blízkosti se nachází románský skvost z 11. století, klášter Saint-Savin-sur-Gartempe, který je od roku 1983 zapsán na Seznamu světového dědictví UNESCO.

## Fotogalerie

Pohledy na gotický most spojující obce Saint-Savin a Saint-Germain
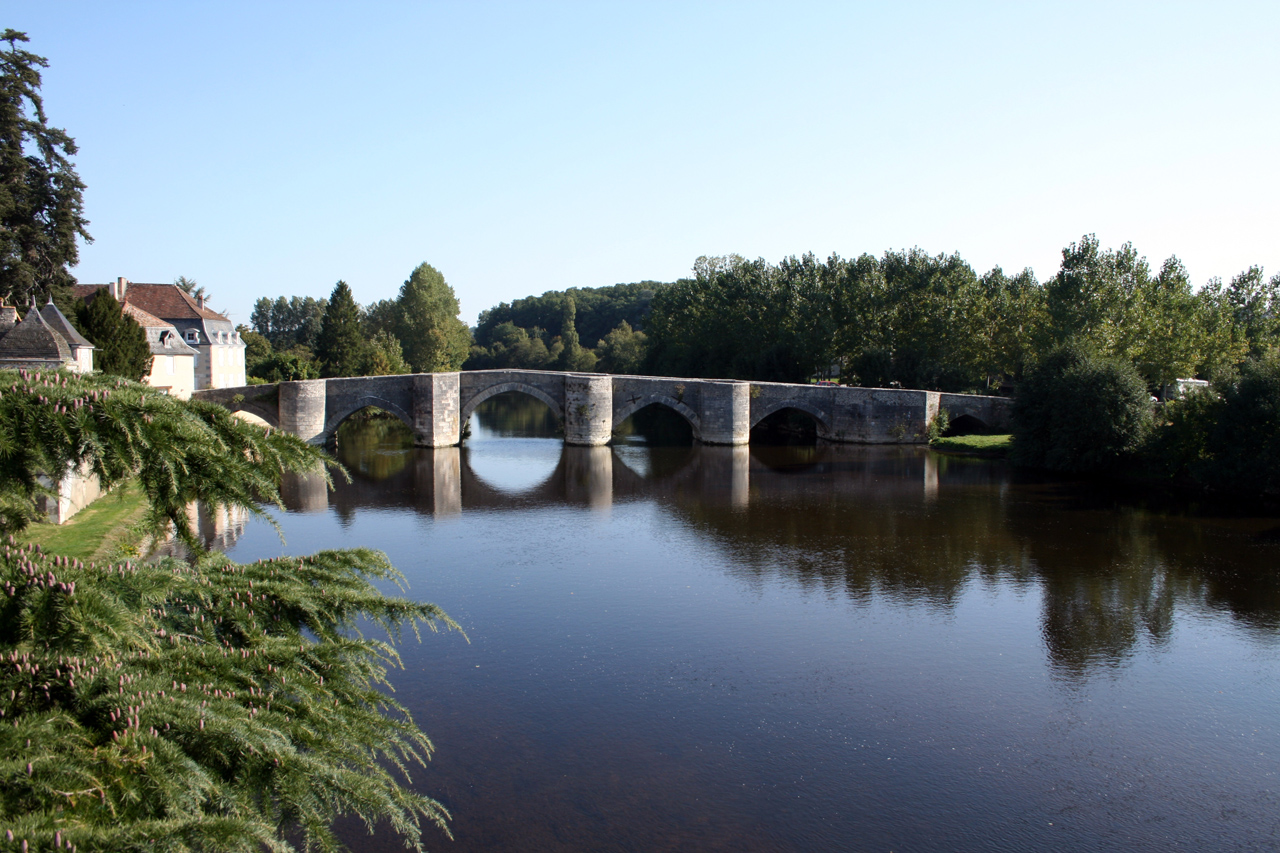
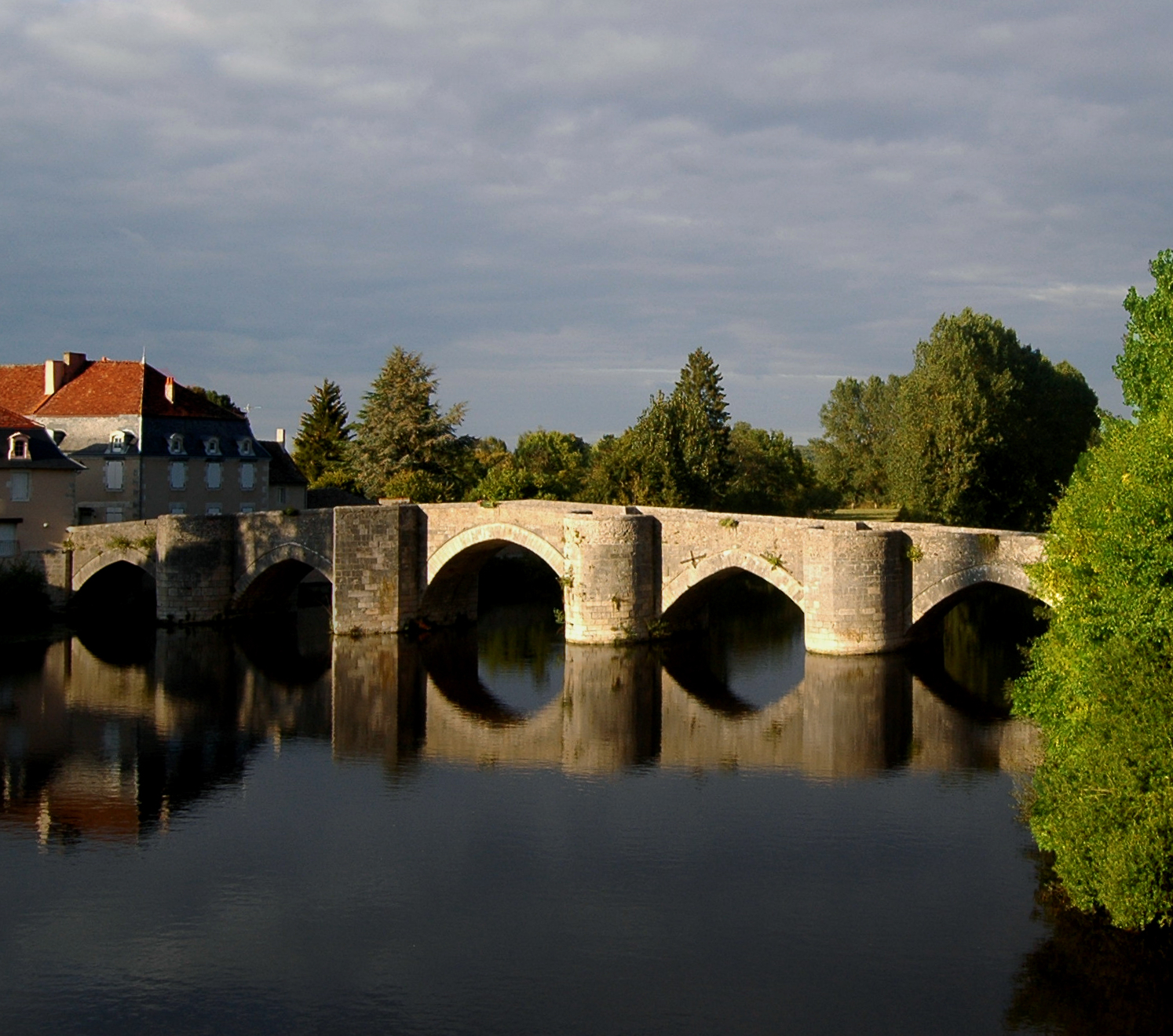
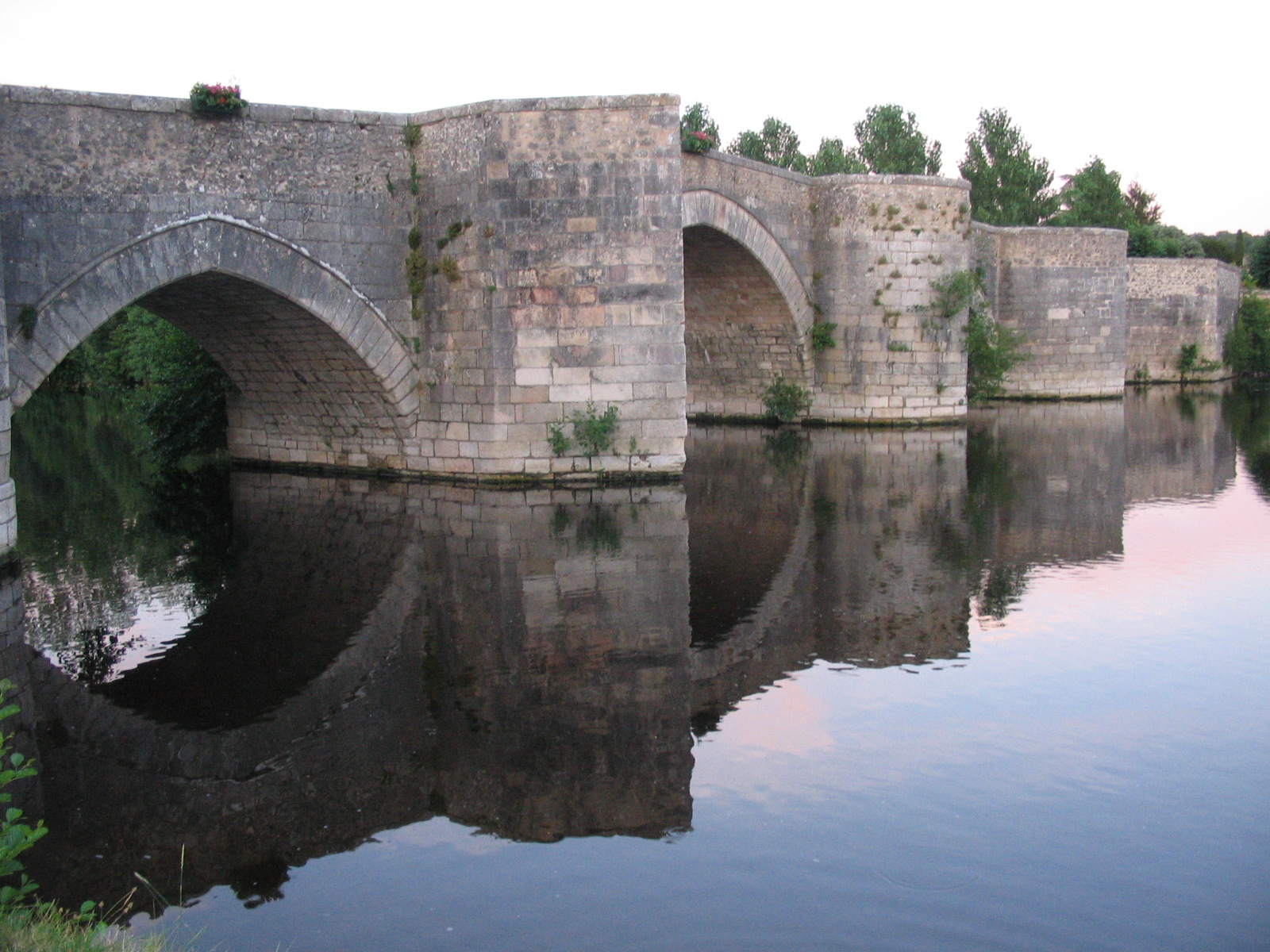

Snímky mostu, nahrané ve rámci soutěže Wiki miluje památky (Francie)
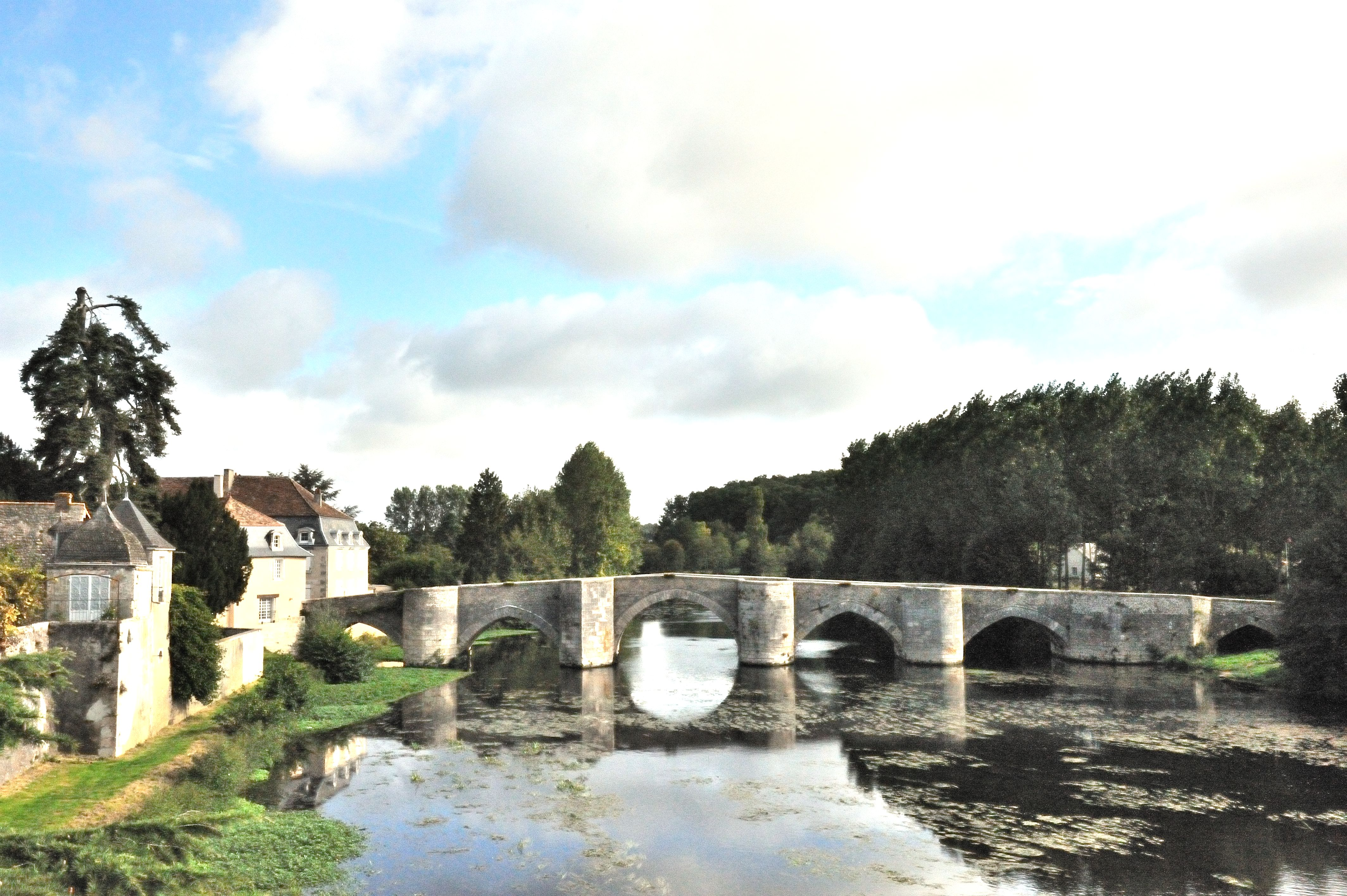
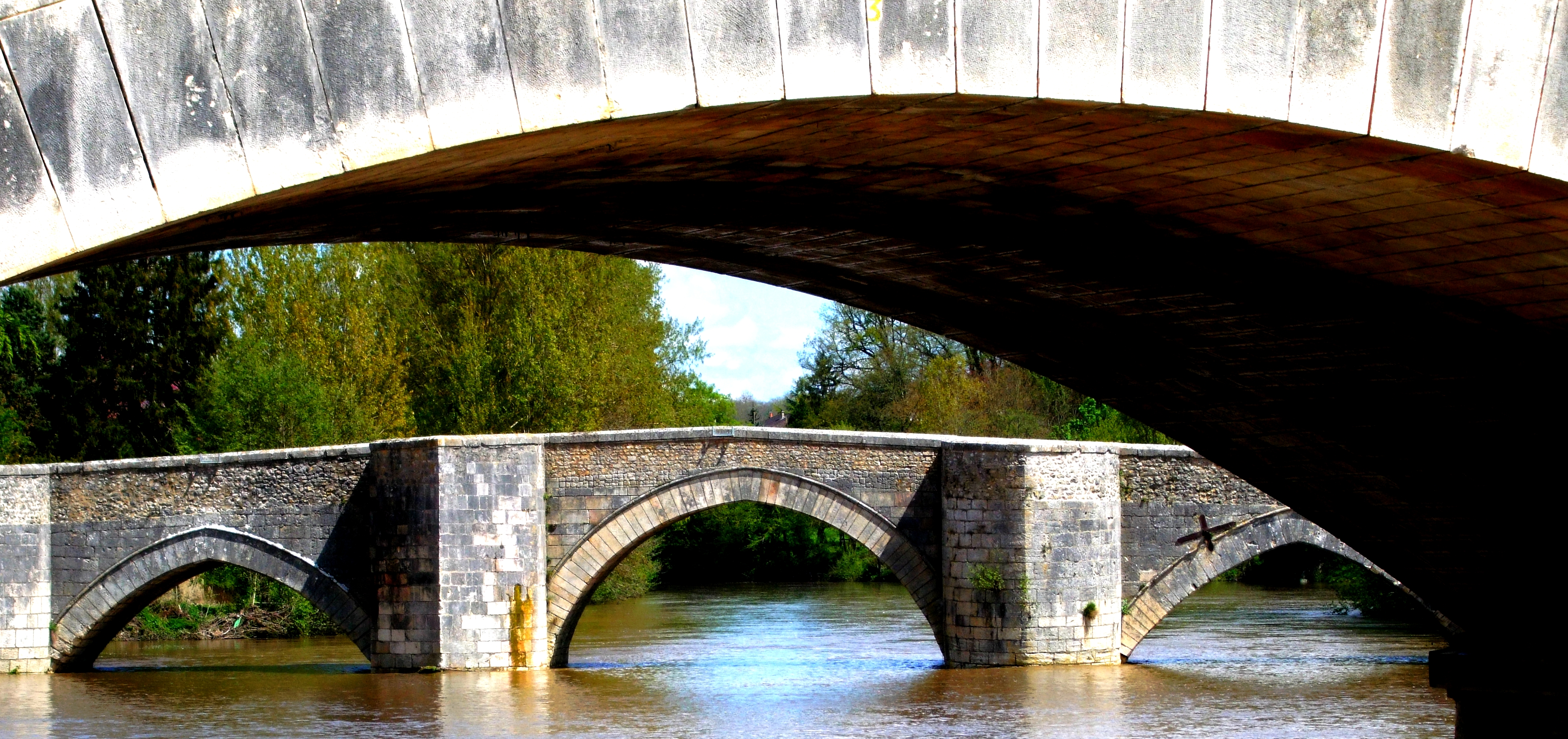